# Go in Blind (月狼)
《Go in Blind (月狼)》是日本男子音樂團體&TEAM的第三張日語單曲，由YX LABELS企劃並於2025年4月23日由環球音樂發行，主打歌為〈Go in Blind (月狼)〉。

## 背景
2025年
2月12日，於粉絲見面會《2025 &TEAM FANMEETING '&♥'》上宣布將於同年4月23日發行第三張單曲《Go in Blind (月狼)》回歸，並於2月17日開始專輯預購。
4月14日，釋出主打〈Go in Blind (月狼)〉表演MV與音源。
4月21日，發行專輯音源與主打〈Go in Blind (月狼)〉MV。

## 專輯

### 概念介紹
繼2024年一整年透過四季系列專輯鞏固了九位少年的團結力之後，這張專輯《Go in Blind (月狼) 》預告了他們全新旅程的開始。以團體特有的「Wolf DNA」為核心，&TEAM為了構築無人能及的自身領域而展現正面突破的熱情面貌。

### 版本
共11種版本：
- 初回限定盤
- 通常盤
- 成員個人封面盤 (九人)

## 收錄曲目
《Go in Blind (月狼)》
1. 〈Go in Blind (月狼)〉TITLE
Produced by Supreme Boi, Hiss noise, Soma Genda, Christoffer Semelius
(Supreme Boi, Hiss noise, Soma Genda, August Rigo, Christoffer Semelius, AdamAlexander, Jvde (GALACTIKA *), ChaMane, Tim Tan, Xyzsa Love (Sophie Kip), BB Elliot, Lauren Kaori, gratia, Ryo Ito, Satoru Nakagaki, OLLIPOP, Ryan Lawrie, Frank Brim, Jazelle Rodriguez, Cameron Walker, Jordan Witzigreuter, Sora, Taneisha Jackson, Charlotte Wilson, Isa Guerra)
2. 〈Run Wild〉
Produced by Cirkut, Connor McDonough
(Henry Walter, Connor McDonough, Riley McDonough, Jakke Erixson, Soma Genda, Teje)
3. 〈オオカミ系男子〉/〈Wolf type〉
Produced by Soma Genda, A.G.O
(Soma Genda, A.G.O, Lara Andersson, noa, Cyrus Villaneuva, Melanie Fontana, Lindgren, David Charles Fischer, Chanti, Noerio)
4. 〈Extraordinary day〉
Produced by Soma Genda, Pete Nappi, Kyle Reith
(Soma Genda, Jason Mater, Brandon Rogers, Will Jay, Pete Nappi, Kyle Reith, Jamil Kazmi)
5. 〈Go in Blind (Korean ver.)〉
韓文詞：ChaMane, Jvde (GALACTIKA *)
6. 〈Run Wild (Korean ver.)〉
韓文詞：ChaMane, Jvde (GALACTIKA *)

## 節目打歌
2025年
- 4月14日- TBS電視台《CDTV LIVE! LIVE!》
- 4月22日- NHK《UTA-CON》、 日本電視台《DayDay.（日语：DayDay.）》
- 4月25日- 富士電視台《鬧鐘電視》
- 4月26日- 富士電視台《MUSIC FAIR》、NHK《Venue101》
- 4月30日- 富士電視台《THE WEEKLY 99 MUSIC（日语：週刊ナイナイミュージック）》
- 5月3日- 日本電視台《with MUSIC（日语：with MUSIC）》
- 5月16日- 朝日電視台《MUSIC STATION》
- 5月30日- KBS2《Music Bank》
- 6月5日- Mnet《M Countdown》

## 商業成績
實體專輯銷售首日於Oricon公信榜排名第一，4月22日銷量為363,883張，日本告示牌的銷量為569,718張。
首週成績（2025/4/21～4/27）
- 實體專輯銷售於Oricon公信榜排名第一，專輯銷量為415,166張，與數位專輯下載、串流媒體合算單曲排名第一。[10][11]

- 於日本告示牌的最佳單曲專輯銷售排名第一，銷量為620,541張[12]。於4月30日獲得日本告示牌熱門百大單曲榜第二名。[13]

2025年6月6日，於日本告示牌2025上半年最佳單曲銷售排名第四。

## 專輯銷量
- 2025年5月13日，獲得日本唱片協會4月份的三白金唱片認證，累計出貨量75萬張以上[15]
- 2025年8月8日，獲得日本唱片協會7月份的百萬唱片認證，累計出貨量100萬張以上[16]

| 國家 | 排行榜       | 銷量     | 備註     |
| ---- | ------------ | -------- | -------- |
| 日本 | Oricon公信榜 | 455,870+ | [ 17 ]   |
| 日本 | 日本告示牌   | 636,728+ | [ 18 ]   |
| 韓國 | Circle Chart | 23,422+  | 線下零售 |

## 發行歷史
| 發行地區 | 發行日期      | 發行形式         | 廠牌               |
| -------- | ------------- | ---------------- | ------------------ |
| 日本     | 2025年4月23日 | CD、數位音樂下載 | YX LABELS 環球音樂 |
| 全球     | 2025年4月23日 | CD、數位音樂下載 | YX LABELS 環球音樂 |